# Buonabitacolo
Buonabitacolo ist eine italienische Gemeinde mit 2430 Einwohnern (Stand 31. Dezember 2023) in der Provinz Salerno in der Region Kampanien und Teil der Comunità Montana Vallo di Diano.

## Geografie
Nachbargemeinden sind Montesano sulla Marcellana, Padula, Sanza und Sassano.

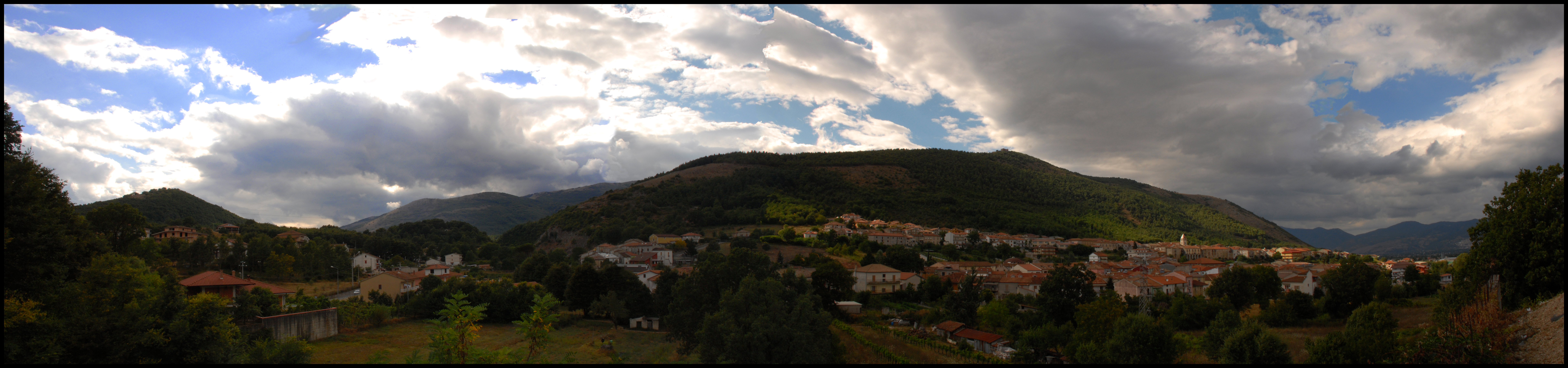
Panorama der Stadt